# Syringodium
Genre
Classification APG II (2003)
Synonymes
- Syringodium filiforme
  - Cymodocea filiformis (Kütz.) Correll, 1968
  - Cymodocea manatorum Asch., 1868
  - Phucagrostis manatorum (Asch.) Kuntze, 1891
- Syringodium isoetifolium
  - Cymodocea isoetifolia Asch., 1867
  - Phucagrostis isoetifolia (Asch.) Kuntz, 1891
  - Phycoschoenus isoetifolia (Asch.) Nakai, 1943

Syringodium  est un genre d'herbes marines, plantes marines monocotylédones de la famille des Cymodoceaceae.

Le nom générique Syringodium dérive du grec « syringo » (tube) et du suffixe « ium », pour qualifier une plante dont les feuilles sont de forme cylindrique.

## Caractéristiques générales
Ce sont des plantes marines herbacées, vivaces, appartenant à la famille des Cymodoceaceae, dont les caractères distinctifs sont les suivants :
- Feuilles portant une gaine à leur base, une ligule à la jonction de la gaine et du limbe,
- Présence de nombreuses cellules à tanin sur les feuilles,
- Feuilles cylindriques.

## Liste d'espèces
Selon The Plant List (19 mars 2014),
World Register of Marine Species (19 mars 2014) et
ITIS (19 mars 2014), sont actuellement acceptées dans ce genre :
- Syringodium filiforme Kütz., 1860
- Syringodium isoetifolium (Asch.) Dandy, 1939

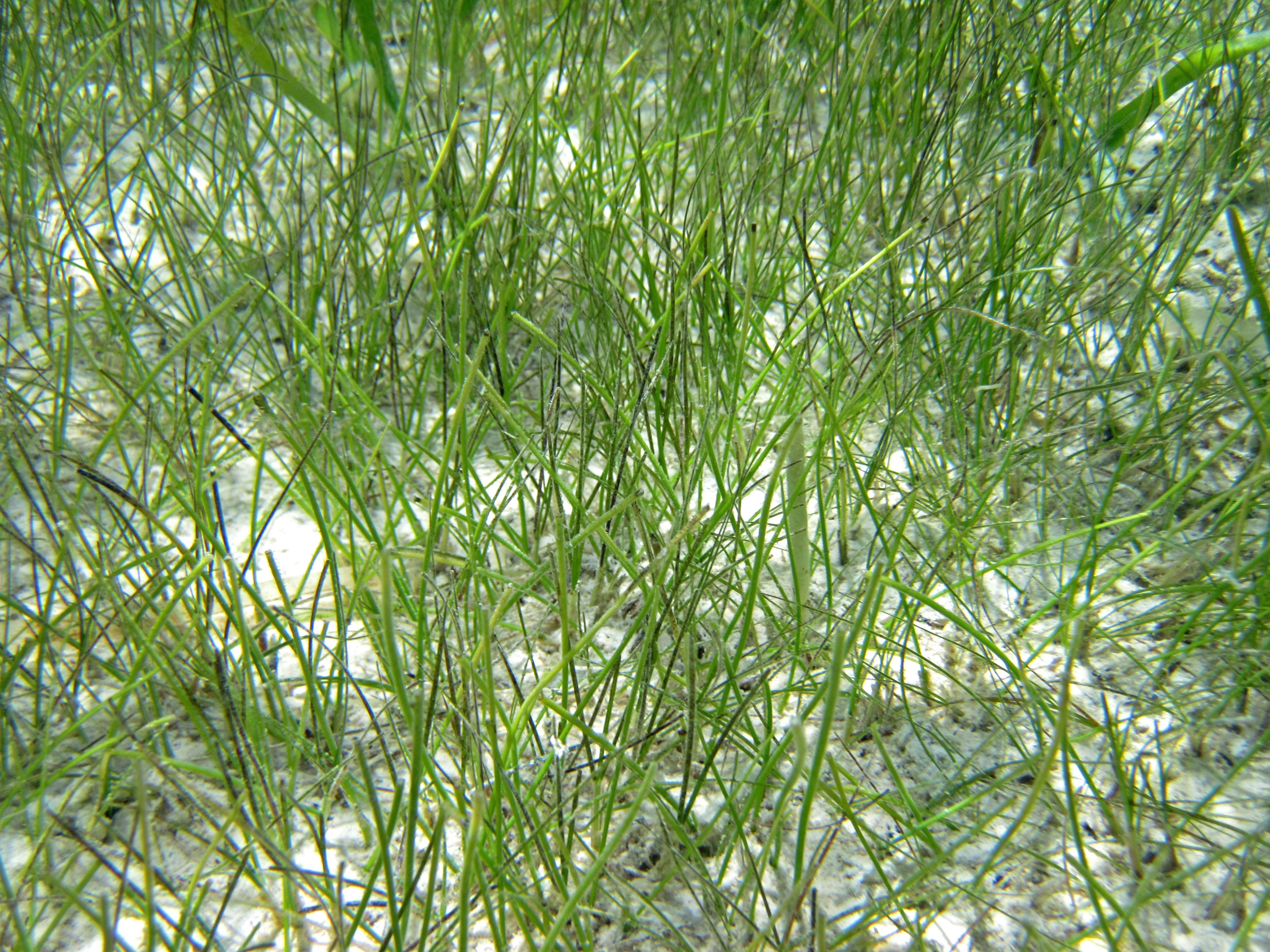
Syringodium filiforme
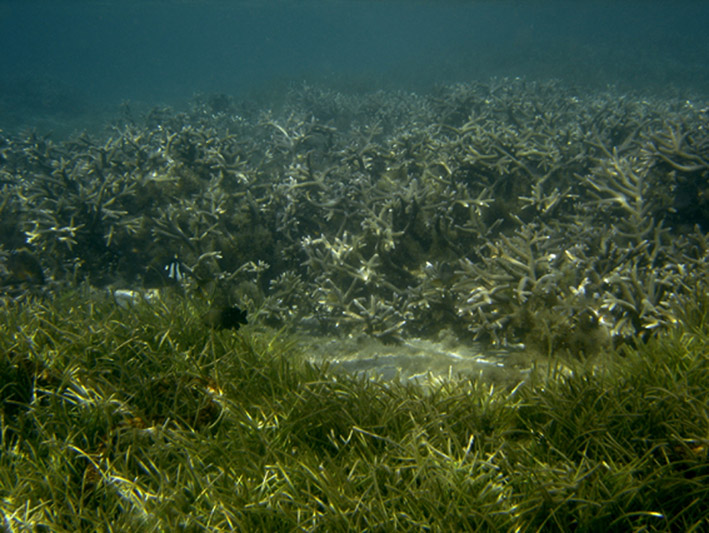
Syringodium isoetifolium

## Distribution
Syringodium filiforme a été identifiée dans l'ouest de l'océan Atlantique tropical, du golfe du Mexique, à la côte est de Floride (jusqu'à Cap Canaveral) et sur les côtes des îles Bermudes.

Syringodium isoetifolium est largement répandue dans l'océan Indien depuis la mer Rouge jusqu'à Madagascar, l'île Maurice et les Seychelles ; dans la partie est du Golfe Persique ; dans la partie ouest du Pacifique. On la trouve aussi au sud de la ville de Perth (Australie Occidentale) ; à l'est des îles Fidji, aux Tonga, et dans la partie nord des îles Ryūkyū.